# Saison 5 de Madam Secretary
Chronologie
Saison 4
Cet article présente le guide des épisodes de la cinquième saison série télévisée américaine Madam Secretary.

## Généralités
- Aux États-Unis, la saison a été diffusée du 7 octobre 2018 au 21 avril 2019 sur le réseau CBS.
- Au Canada, la saison a été diffusée en simultané, sur le réseau Global.

## Distribution

### Acteurs principaux
- Téa Leoni (VF : Stéphanie Lafforgue) : Elizabeth Faulkner McCord
- Tim Daly (VF : Bruno Choël) : Henry McCord, mari d'Elizabeth
- Sara Ramirez (VF : Edwige Lemoine) : Kat Sandoval
- Željko Ivanek (VF : Hervé Bellon) : Russell Jackson
- Keith Carradine (VF : Edgar Givry) : Le président Conrad Dalton
- Sebastian Arcelus (VF : Stéphane Ronchewski) : Jay Whitman
- Patina Miller (VF : Ingrid Donnadieu) : Daisy Grant
- Geoffrey Arend (VF : Philippe Bozo) : Matt Mahoney
- Erich Bergen (en) (VF : Pascal Nowak) : Blake Moran, assistant personnel d'Elizabeth
- Kathrine Herzer (VF : Emmylou Homs) : Alison McCord, fille cadette d'Elizabeth et d'Henry
- Wallis Currie-Wood (VF : Marie Tirmont) : Stephanie « Stevie » McCord, fille aînée d'Elizabeth et d'Henry
- Evan Roe (VF : Tom Trouffier) : Jason McCord, fils d'Elizabeth et d'Henry

## Épisodes

### Épisode 1:E pluribus unum
- États-Unis /  Canada : 7 octobre 2018 sur CBS[1] / Global
- Suisse : 11 mai 2019 sur RTS Un

- États-Unis : 6,13 millions de téléspectateurs[2] (première diffusion)

- Colin Powell
- Hillary Clinton
- Madeleine Albright

### Épisode 2:Le jeu du Chaos
- États-Unis /  Canada : 14 octobre 2018 sur CBS / Global
- Suisse : 11 mai 2019 sur RTS Un

- États-Unis : 5,48 millions de téléspectateurs[3] (première diffusion)

### Épisode 3:Le râteau magique
- États-Unis /  Canada : 21 octobre 2018 sur CBS / Global
- Suisse : 18 mai 2019 sur RTS Un

- États-Unis : 5,80 millions de téléspectateurs[4] (première diffusion)

### Épisode 4:Requiem
- États-Unis /  Canada : 28 octobre 2018 sur CBS / Global
- Suisse : 18 mai 2019 sur RTS Un

- États-Unis : 5,56 millions de téléspectateurs[5] (première diffusion)

### Épisode 5:Les fantômes
- États-Unis /  Canada : 4 novembre 2018 sur CBS / Global
- Suisse : 25 mai 2019 sur RTS Un

- États-Unis : 5,23 millions de téléspectateurs[6] (première diffusion)

### Épisode 6:Eyjaf Jallajokull
- États-Unis /  Canada : 11 novembre 2018 sur CBS / Global
- Suisse : 25 mai 2019 sur RTS Un

- États-Unis : 5,10 millions de téléspectateurs[7] (première diffusion)

### Épisode 7:Le jardin de la paix
- États-Unis /  Canada : 18 novembre 2018 sur CBS / Global
- Suisse : 1er juin 2019 sur RTS Un

- États-Unis : 5,52 millions de téléspectateurs[8] (première diffusion)

### Épisode 8:Le courage de continuer
- États-Unis /  Canada : 25 novembre 2018 sur CBS / Global
- Suisse : 1er juin 2019 sur RTS Un

- États-Unis : 5,24 millions de téléspectateurs[9] (première diffusion)

### Épisode 9:Les trolls qui venaient du froid
- États-Unis /  Canada : 9 décembre 2018 sur CBS / Global
- Suisse : 8 juin 2019 sur RTS Un

- États-Unis : 5,35 millions de téléspectateurs[10] (première diffusion)

### Épisode 10:Séparation familiale 1/2
- États-Unis /  Canada : 23 décembre 2018 sur CBS / Global
- Suisse : 8 juin 2019 sur RTS Un

- États-Unis : 5,35 millions de téléspectateurs[11] (première diffusion)

### Épisode 11:Séparation familiale 2/2
- États-Unis /  Canada : 6 janvier 2019 sur CBS / Global
- Suisse : 15 juin 2019 sur RTS Un

- États-Unis : 5,44 millions de téléspectateurs[12] (première diffusion)

### Épisode 12:La stratégie de l'ambiguïté
- États-Unis /  Canada : 13 janvier 2019 sur CBS / Global
- Suisse : 15 juin 2019 sur RTS Un

- États-Unis : 6,02 millions de téléspectateurs[13] (première diffusion)

### Épisode 13:La guerre des mandataires
- États-Unis /  Canada : 27 janvier 2019 sur CBS / Global
- Suisse : 22 juin 2019 sur RTS Un

- États-Unis : 5,38 millions de téléspectateurs[14] (première diffusion)

### Épisode 14:Pour le mieux
- États-Unis /  Canada : 17 février 2019 sur CBS / Global
- Suisse : 22 juin 2019 sur RTS Un

- États-Unis : 4,99 millions de téléspectateurs[15] (première diffusion)

### Épisode 15:Entre deux sièges
- États-Unis /  Canada : 3 mars 2019 sur CBS / Global
- Suisse : 29 juin 2019 sur RTS Un

- États-Unis : 5,19 millions de téléspectateurs[16] (première diffusion)

### Épisode 16:La nouvelle norme
- États-Unis /  Canada : 17 mars 2019 sur CBS / Global
- Suisse : 29 juin 2019 sur RTS Un

- États-Unis : 5,43 millions de téléspectateurs[17] (première diffusion)

### Épisode 17:Une liberté qui tue
- États-Unis /  Canada : 24 mars 2019 sur CBS / Global
- Suisse : 6 juillet 2019 sur RTS Un

- États-Unis : 4,92 millions de téléspectateurs[18] (première diffusion)

### Épisode 18:Prête
- États-Unis /  Canada : 31 mars 2019 sur CBS / Global
- Suisse : 6 juillet 2019 sur RTS Un

- États-Unis : 4,99 millions de téléspectateurs[19] (première diffusion)

### Épisode 19:La calomnie est un poisson lent et violent
- États-Unis /  Canada : 14 avril 2019 sur CBS / Global
- Suisse : 20 juillet 2019 sur RTS Un

- États-Unis : 4,98 millions de téléspectateurs[20] (première diffusion)

### Épisode 20:Naissance d'une candidate
- États-Unis /  Canada : 21 avril 2019 sur CBS / Global
- Suisse : 20 juillet 2019 sur RTS Un

- États-Unis : 4,79 millions de téléspectateurs[21] (première diffusion)